# Loco (cómic)
Loco (Philip Sterns) es un supervillano dentro del universo ficticio de Marvel Comics. El personaje es presentado como uno de los enemigos de Hulk, y como el hermano de Samuel Sterns, más conocido como El Líder.

## Historial de publicaciones
Apareció por primera vez como Philip Sterns en Incredible Hulk #363 (diciembre de 1989), y como Loco en Incredible Hulk #364, donde fueron creados por Peter David y Jeff Purves.

## Biografía ficticia del personaje
Un antiguo compañero de escuela de Bruce Banner, Sterns desarrolla un amor desquiciado/obsesión por la "carrera" de Banner como Hulk. Sterns se somete a una multitud de experimentos con radiación gamma para emular a su "héroe". Esto se traduce en Sterns convirtiéndose en un monstruo deformado poseedor de una vasta fuerza sobrehumana, y desarrolla trastorno de personalidad múltiple. Desde este punto, una personalidad mucho más fuerte, posiblemente trastornada, le da "órdenes" para llevar a cabo.
Llamándose a sí mismo Loco, Sterns idea un plan para matar a Hulk, dándole una inyección de veneno que rápidamente deteriora su estado físico. Esto pone a Hulk en conflicto con varios miembros de su galería de enemigos, en particular la Abominación, volviéndose más débil y más demacrado por cada batalla. Samuel Sterns, El Líder y el hermano de Phillip, acude en ayuda de Hulk y le ayuda a localizar a Loco para encontrar el antídoto. Él explica que Loco "le da miedo", pero no puede obligarse a matar a su hermano. Durante la batalla, Loco sufre una crisis psicológica, completamente sumergiendo su personalidad original, y Hulk logra curarse a sí mismo, así como envenenar a Loco, dejando a este último al borde de la muerte, con el remedio tirado apenas fuera de su alcance.
Más tarde Loco revela que él simplemente aumentó su masa para agarrarla, y aprovechó el tiempo para hacerse pasar como investigador en la organización "Nuevo Orden Mundial" del Cráneo Rojo. Aquí ayudó a diseñar la transformación de un agente de S.H.I.E.L.D. capturado en la criatura que imita poderes conocida como Fragmentos, e instaló una anulación de seguridad, haciéndola responsable sólo para sí mismo.
Al seguir a la criatura, la encuentra en un enfrentamiento con Hulk en las inmediaciones del lago Ness, y noquea a su enemigo por detrás. Él vuelca a Hulk al lago cargado con pesas de hierro, pero se decepciona cuando este último tarda más de lo esperado en escapar. Durante la siguiente alianza, Loco sigue haciendo observaciones desordenadas y desquiciadas. Cuando Perseo, un retirado miembro del Panteón que Hulk estaba visitando, trata de intervenir, Loco indiferentemente lo mata, pero Hulk lo aleja de un puñetazo.
Aunque Hulk aparentemente mata a Fragmentos, Loco decide despegar en un avión robado. Hulk se adelanta y comienza a desmantelar el avión, y Loco abre un paracaídasde la silla del piloto, señalando que no está interesado en matar a Hulk, ya que sería aburrido no molestarlo más, y detona el avión.
Después de aterrizar en Londres, donde los dos superhumanos llamados Killpower y Motormouth parecen alojarse, inmediatamente toma de rehén al británico príncipe Carlos sobre el Palacio de Buckingham, y exige ser proclamado rey de Inglaterra. Como Hulk llega al rescate Loco afirma que el último debe comprender las demandas para usar un gran poder y cambia de llorar a ser irreverentemente optimista en segundos, dejando caer el príncipe hacia el suelo. Hulk lo alcanza, mientras Loco, después de ser golpeado por Motormouth, está en medio de una rabieta acerca de que todos "se han unido en contra suya", y logra derribarlo. Loco, una vez más expresa su "amor"/admiración por Hulk/Banner, pero aprovecha la oportunidad para escapar como el Puente de Londres se derrumba debajo de ellos.
Como parte del evento Marvel NOW!, Loco resurge y ha sido visto suministrando tecnología gamma en la isla de Kata Jaya. Él termina yendo en contra de la encarnación del Hulk Rojo de los Thunderbolts.

## Poderes y habilidades
Al igual que Hulk, Loco tiene una fuerza sobrehumana enorme. A diferencia de Hulk, Loco no es capaz de volverse más fuerte a medida que enoja más, pero es capaz de crear mejoras significativas en su tamaño, la densidad y el poder, siendo capaz de alcanzar por lo menos el doble del "nivel de fuerza tranquila" de la mayoría de las encarnaciones. Una vez noqueó a Hulk con un solo golpe en la cabeza usando la ventaja de la sorpresa. Él también ha declarado ser capaz de asumir muchas apariencias diferentes, incluyendo el científico espiando en el "Nuevo Orden Mundial".

## En otros medios

### Televisión
- Loco aparece en The Avengers: Earth's Mightiest Heroes en el episodio "Hulk Vs. the World", como un recluso en el Cubo (una prisión para villanos con poderes gamma). Se le vio en su celda, aparentando locura.

### Videojuegos
- Loco aparece como uno de los jefes principales del videojuego Hulk con la voz de Paul Dobson. Trabaja con su hermano, El Líder para crear un mundo regido por criaturas gamma (Dominio). Loco aparece por primera vez secuestrando a Betty Ross, y poniéndola en una cámara gamma. Hulk viene a rescatar a Betty y pelea con él. Él regresa hacia el final del juego, en la base del Líder, y se alía con Media Vida para matar a Bruce Banner. Sin embargo, Banner se transforma en Hulk, y combate al dúo. Loco huye en medio de la lucha de jefe, dejando a Media Vida a merced de Hulk. Cuando la base se derrumba, él trata de combatir a Hulk una vez más. Él es presumiblemente muerto en la lucha final después de que la base del Líder fue destruida cuando se quedó atrás.